# Cristo consegna le chiavi a san Pietro
Cristo consegna le chiavi a san Pietro, noto anche come La Cattedra di san Pietro, è un dipinto di Giovanni Francesco Barbieri detto Guercino, a olio su  tela di cm 378x196, datato al 1618, e conservato alla Civica Pinacoteca il Guercino a Cento.

## Storia
Il committente dell’opera è sicuramente da individuarsi in un membro della famiglia centese Guarini (o Guerini). I Guarini furano un’antica famiglia patrizia centese, appartenente all’Ordine consolare: nel 1408 erano attestati già quali patroni della cappella di San Pietro nella Basilica collegiata di San Biagio, nel 1598 Domenico Guarini compariva quale rettore dell’altare della Cattedra di San Pietro, nel 1631 Nicola Guarini risultava membro del Consiglio della Comunità di Cento. Il committente dell’opera fu molto probabilmente Pietro Guarini, eletto canonico di San Biagio nel 1614. Il Guercino era appena tornato da Bologna, dove aveva dipinto per il Cardinale Alessandro Ludovisi (futuro papa Gregorio XV) alcuni capolavori come Lot e le sue figlie (oggi all’Escorial, Madrid), Susanna e i vecchioni (Prado Madrid) e Il figliol prodigo (Galleria Sabauda, Torino) grazie ai quali aveva ricevuto le lodi di Ludovico Carracci ed acquisito una notevole fama, per tale motivo era sommerso di richieste "aveva commissioni per 12 pale d’altare e 11 dipinti”, tuttavia completò l’opera nel 1618. Il 10 settembre 1634 Antonio Barbieri registrò nel libro dei conti un pagamento di 20 ducatoni, effettuato da Niccolò Guarini per “Haverli comodato il quadro della Cattedra posto in san Biagio, il quale era in qualche parte ruinato”. In quell’occasione il Guercino ridipinse tutta la testa di Cristo, danneggiata dall’umidità, con tratti più classici e idealizzati, che spiccano per il contrasto con il volto rustico di San Pietro. Le indagini diagnostiche hanno dimostrato che nel primitivo volto di Gesù l’occhiaia destra era immersa nell’ombra, risultando così il viso più simile a quello nelle rappresentazioni di Cristo di altre opere licenziate a cavallo tra il primo e il secondo decennio del Seicento, dalla Resurrezione di Lazzaro del Louvre e alla Cattura di Cristo di Cambridge (Fitzwilliam Museum).
La basilica collegiata di san Biagio, la cui edificazione risaliva al 1045, fu riedificata fra il 1740 e il 1764 su progetto e direzione dei lavori dell’architetto Alfonso Torreggiani. Le pale degli altari non furono rimesse nello stesso ordine della vecchia basilica, almeno non tutte, dal momento che l’arciprete Girolamo Baruffaldi annotava che la nuova collocazione, nel quinto altare della navata destra, danneggiava la bellezza della tela, perché era male illuminata "si vede ricusata del proprio lume". Nel 1796 l’opera, in seguito alle spoliazioni napoleoniche finì a Parigi, dove rimase fino al 1816, quando fece ritorno a Cento. Nel 1839 fu collocata nella Chiesa del Rosario di Cento e, infine, dal 1842 è conservata nella Civica Pinacoteca il Guercino di Cento.

## Descrizione e stile

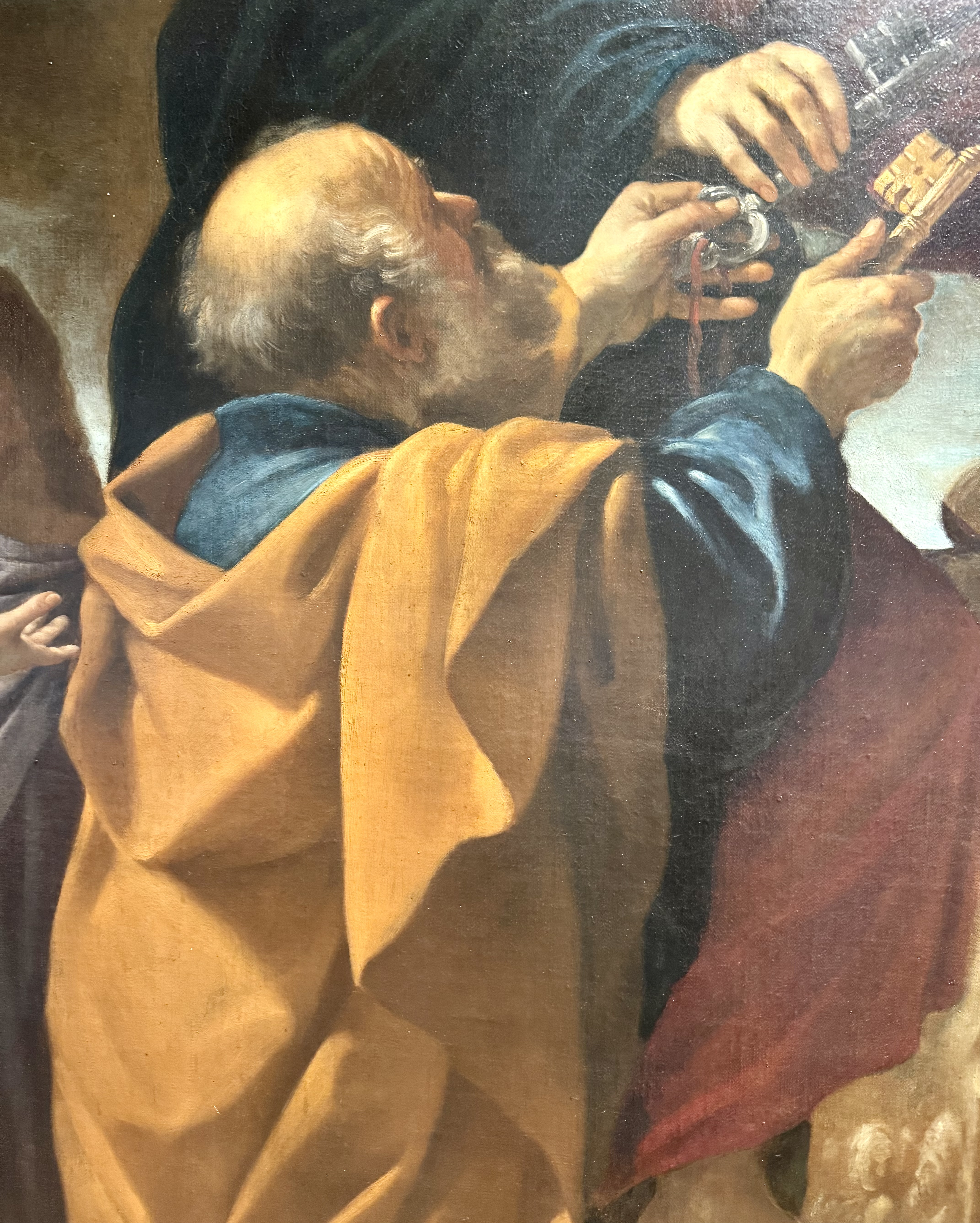
San Pietro, dettaglio

La tela si presenta come una manifestazione del primato petrino, dell'affermazione post-tridentina dell'origine divina dell'investitura di Pietro e dei suoi successori.  "Vi è pinto il Signore in piedi, il quale consegna coll’una mano le chiavi della sua Chiesa a San Pietro genuflesso sul primo grado del basamento della Cattedra, mentre coll’altra addita la Sede di Roma, da dove assiso dovrà governare la Cristianità." "Il dipinto riprende il passo del Vangelo di Matteo (16, 17-19): "Tu sei Pietro e su questa pietra edificherò la mia chiesa […]. A te darò la chiave del Regno dei Cieli." In realtà, le chiavi che Gesù consegna a Pietro sono due: una d’argento, che simboleggia l’autorità del Papa sulla terra, e una d’oro, che rimanda al potere sul Regno dei Cieli. Ai lati e dietro la Cattedra vi sono dipinti due angeli:
- Quello di sinistra ha le braccia incrociate in segno di riverenza (si nota un errore: la gamba destra termina con il piede sinistro).
- L’altro angelo porge il triregno, la tiara papale che simboleggia i tre poteri del Papa:
  1. Potere spirituale (autorità sulla Chiesa universale).
  2. Potere temporale (dominio sui territori della Chiesa, cioè lo Stato Pontificio).
  3. Potere di insegnamento e guida (ruolo dottrinale e giurisdizionale del Papa).

L'intera scena è sormontata da un grande festone rosso: "Il purpureo drappo del padiglione che adorna e sovrasta il trono", come disse Gaetano Atti, sorretto da un angelo e da un putto, che crea un effetto scenografico tipico del linguaggio barocco. Il Guercino nel 1618, prima di trasferirsi a Ferrara al servizio del cardinale Giacomo Serra e della sua cerchia, aveva soggiornato a Venezia, e qui ebbe l'opportunità di mostrare alcuni suoi disegni a Jacopo Palma il giovane affinché desse un giudizio sulle sue qualità. Si racconta che il pittore veneziano esprimesse la propria ammirazione dicendo che «molto più di me sa questo principiante»…Denis Mahon infatti afferma che "......la parte superiore sembra impensabile senza Venezia; non unicamente senza il Palma, ma indietro sino al Tintoretto, sebbene sia impressionante e significativo a quale livello sia stata eliminata ogni traccia di manierismo e a questo sostituito il naturalismo."

### Influenze e confronto con Caravaggio
A prescindere dalla ovvia somiglianza fra la nudità dei piedi di San Pietro con quella dell'orante della Madonna dei pellegrini, la questione del debito del Guercino verso Caravaggio è stata oggetto di dibattito. Francesco Scannelli, nel Microcosmo della pittura (1657), sostiene che gli evidenti elementi naturalistici presenti nelle opere di Guercino derivino direttamente da Caravaggio. Tuttavia, Denis Mahon ha rivisto questa interpretazione: "I vigorosi elementi naturalistici nella pala del Guercino sembrano in sostanza l’espressione di un impulso proprio dell’artista, che si stava saldamente rinforzando, ma senza essere direttamente debitore del caravaggismo."
La luce che lambisce e pone in rilievo plasticamente le figure, il dialogo intessuto dalle mani e dagli sguardi e il cromatismo caldo e saldo di matrice veneta sono gli stessi che compariranno nel dipinto Cristo e l’adultera (1620-1621) della Dulwich Picture Gallery.